# Dynamo Saki
Dynamo Saki (ukr. Спортивний клуб «Динамо» Саки, Sportywnyj Kłub "Dynamo" Saky) – ukraiński klub piłkarski z siedzibą w mieście Saki, w Republice Autonomicznej Krymu.
W latach 1992–1994 występował w ukraińskiej Przejściowej Lidze, a w 1994–1997 występował w ukraińskiej Drugiej Lidze.

## Historia
Chronologia nazw:
- ???—1993: Frunzeneć Frunze (ukr. «Фрунзенець» Фрунзе)
- 1993—1994: Frunzeneć Saki (ukr. «Фрунзенець» Саки)
- 1994—...: Dynamo Saki (ukr. «Динамо» Саки)

Piłkarska drużyna Frunzeneć została założona we wsi Frunze, w rejonie sakskim.
Występował w Mistrzostwach obwodu krymskiego.
Od początku rozrywek w niezależnej Ukrainie klub zgłosił się do rozgrywek w Przejściowej Lidze. Przed rozpoczęciem następnego sezonu 1993/1994 klub zmienił lokalizacje na Saki i w końcowej tabeli zajął wysokie drugie miejsce. Sezon 1994/1995 rozpoczął w Drugiej Lidze z nową nazwę Dynamo Saki. W sezonie 1996/1997 zajął przedostatnie 16.miejsce i został pozbawiony statusu klubu profesjonalnego.
Klub na poziomie amatorskim występuje w rozgrywkach Mistrzostw oraz Pucharu Republiki Autonomicznej Krymu.

## Sukcesy
- 4. miejsce w Drugiej Lidze:

1994/95

## Piłkarze
- Denys Andrijenko
- Ołeksij Osipow
- Roman Wojnarowski

## Inne
- Tawrija Symferopol